# At the Old Stage Door
At the Old Stage Door er en amerikansk stumfilm fra 1919 af Hal Roach.

## Medvirkende
- Harold Lloyd
- Snub Pollard
- Bebe Daniels
- Sammy Brooks
- Lew Harvey
- Gus Leonard
- James Parrott
- Al St. John
- Dorothea Wolbert
- Noah Young